# Газнави
Хатф-3, называемая также Газнави (урду غزنوی میسایل‎) — пакистанская баллистическая ракета малой дальности с дальностью действия до 320 км. Названа в честь правителя XI века Махмуда Газневи. Способна нести головную часть с ядерным зарядом.
Согласно некоторым источникам, конструкция ракеты основана на китайской БРМД М-11 (экспортный вариант Дунфэн 11), также отмечается что ранние варианты «Газнави» базировались на конструкции французской ракеты «Эридан». Тем не менее, не полностью ясны основания для таких сообщений, так как китайская М-11 имеет жидкостную двигательную установку, а «Хатф-3» является твердотопливной ракетой.

## Разработка
Разработка «Хатф-3» была начата Пакистаном в 1987 году. В 1994 году, спустя семь лет, разработка собственной ракеты была прекращена в связи с закупкой крупной партии китайских ракет М-11, так как это делало продолжение работ над собственной «Хатф-3» экономически нецелесообразным. В 1997 году разработка была возобновлена, причиной этого по мнению некоторых источников стали или необходимость восполнения ограниченного количества имевшихся М-11, или желание замаскировать продолжение закупок М-11 у КНР.

### Испытания
Первый испытательный пуск «Хатф-3» был проведён в мае 2002 года, через пять лет после ввода в эксплуатацию в пакистанской армии китайских ракет М-11. Следующие пуски «Газнави» были проведены в октябре 2003 года (из шахтной пусковой установки), в конце ноября 2004 года, в июне и 9 декабря 2006 года, 13 февраля 2008 года и мае 2010 года. Пуск в 2008 году, был проведен в рамках зимних маневров пакистанского Командования армейских стратегических сил (ASFC). В мае 2012 года прошло ещё одно успешное испытание ракеты.
Ракета была принята пакистанской армией в эксплуатацию в марте 2004 года.

### Производство
Производство «Газнави» было завершено в апреле 2007 года, по состоянию на сентябрь 2007 года количество этих ракет находящихся на вооружение оценивалось в 30-50 единиц.

## Споры из-за названия
В феврале 2006 года, Афганистан выразил непонимание привычкой Пакистана называть баллистические ракеты именами афганских правителей (то есть Абдали, Газнави и Гаури), указывая, что эти имена нужно использовать в научном, культурном и миролюбивом контексте, не в связи с оружием уничтожения и убийства. Однако, Пакистан отказался менять наименования ракет, утверждая, что эти мусульманские правители являются героями также и в Пакистане.

## Тактико-технические характеристики
Публикуемые различными источниками характеристики ракеты, сильно отличаются друг от друга
- Количество ступеней: одноступенчатая
- Длина ракеты: 8,5[1]-9,64 м
- Диаметр: 0,8[1]-0,88 м
- Масса: 4650[1]-5256 кг
- Максимальная дальность: до 320 км
- Точность: (КВО): до 250 м (ИНС), до 30 м (терминальное наведение)[12]
- Боевая часть: обычная или ядерная
  - Масса БЧ — по различным оценкам от 500 до 700[1] кг
  - Ядерная — 12-20 кт[1]
- Двигательная установка: РДТТ

## Эксплуатанты
Пакистан - около 30 единиц, по состоянию на 2018 год